# ملاس أنيق
ملاس أنيق (الاسم العلمي: Leotia elegans) هو نوع من الفطريات يتبع جنس الملاس من الفصيلة الملاسية